# Banlŭng
Banlŭng (khm. បានលុង, do 1979 roku Labansiek) – miasto w północno-wschodniej Kambodży, siedziba administracyjna prowincji Rôttanak Kiri. Liczy ok. 17 tysięcy mieszkańców. Siedzibą prowincji stało się po upadku Czerwonych Khmerów w 1979 roku, ze względu na położenie bliżej granicy z Wietnamem niż poprzednie stolice Vœn Sai i wcześniejsza Lumphăt, co umożliwia to wymianę handlową. Miasto posiada połączenie drogowe ze Stœ̆ng Trêng.